# Forever King
Forever King — 12-трековий мікстейп американського репера 50 Cent, виданий для безкоштовного завантаження. Семпли R&B-пісень 90-их зроблені Містером Сі. Реліз присвячено померлому Майклу Джексону. Наразі Forever King має золотий статус на DatPiff (за критеріями сайту), його завантажили понад 107 тис. разів.

## Передісторія
Початкова назва: Sincerely Southside Part 2, проте через смерть Джексона мікстейп в останню мить перейменували.
Порівнюючи Forever King з попереднім своїм релізом War Angel LP, 50 Cent заявив:
| Ліві лапки | Цей запис інший, я дав вам War Angel, ви вже знаєте, що це таке. Тепер Forever King. У ньому відчувається атмосфера 90-их. Вам усім це відразу сподобається. | Праві лапки |

На обкладинці мікстейпу зображено діамантовий череп з нахиленою короною, накладений на обличчя 50 Cent з кепкою Нью-Йорк Янкіс на голові. Також існує альтернативна обкладинка. На «Funny How Time Flies» та «Touch Me» зняли відеокліпи.

## Список пісень
| #   | Назва                       | Тривалість |
| --- | --------------------------- | ---------- |
| 1.  | «I'm Paranoid»              | 3:24       |
| 2.  | «Respect It or Check It»    | 4:43       |
| 3.  | «Suicide Watch»             | 3:41       |
| 4.  | «Things We Do»              | 3:08       |
| 5.  | «Get the Money»             | 5:01       |
| 6.  | «Funny How Time Flies»      | 3:52       |
| 7.  | «If U Leaving, Then Leave…» | 5:13       |
| 8.  | «Dreaming»                  | 4:38       |
| 9.  | «Michael Jackson Freestyle» | 2:29       |
| 10. | «London Girl Pt 2»          | 2:47       |
| 11. | «Touch Me»                  | 3:49       |
| 12. | «Put That Work In»          | 1:48       |

## Семпли
«I'm Paranoid»
- «Heaterz» у вик. Wu-Tang Clan

«Suicide Watch»
- «Suicidal Thoughts» у вик. The Notorious B.I.G.

«Things We Do»
- «The Things That You Do (Bad Boy Remix)» у вик. Джини Томпсон з участю Міссі Елліотт

«Get The Money»
- «One for the Money» у вик. Гораса Брауна

«Funny How Time Flies»
- «Funny How Time Flies» у вик. Intro

«If You Leaving, Then Leave…»
- «You Called & Told Me» у вик. Джеффа Редда

«Dreaming»
- «Dreaming» у вик. Кристофера Вільямса

«Michael Jackson Freestyle»
- «I Wanna Be Where You Are» у вик. Майкла Джексона

«Touch Me»
- «Touch Me, Tease Me» у вик. Case з участю Фоксі Брауна та Мері Джей Блайдж